# Ballett 2
Ballett 2 is een studioalbum van Klaus Schulze. Net als Ballett 1 werd het opgenomen voor de uitgave/verzamelbox Contemporary Works I (2000).  In 2007 verscheen het als losse compact disc en werd aangevuld met de track Trance 4 motion, een track van Cd nr. 10 uit de box (Adds & Edits). 

## Musici
- Klaus Schulze – synthesizers, elektronica
- Wolfgang Tiepold – cello
- Thomas Kagermann – dwarsfluit, viool, altviool
- Tom Dams – mix track 4

## Muziek
| Nr. | Titel                | Duur  |
| --- | -------------------- | ----- |
| 1.  | Atmosphere concrete  | 7:35  |
| 2.  | Kagi’s lament        | 30:12 |
| 3.  | Wolf’s Ponticelli    | 24:18 |
| 4.  | The smile of shadows | 12:06 |
| 5.  | Trance 4 motion      | 5:42  |